# Єзеро (Болгарія)
Є́зеро (болг. Езеро) — село в Сливенській області Болгарії. Входить до складу общини Нова Загора.

## Населення
За даними перепису населення 2011 року у селі проживали 424 особи.
Національний склад населення села:
| Національність   | Кількість осіб | Відсоток |
| ---------------- | -------------- | -------- |
| болгари          | 317            | 96,6 %   |
| турки            | 4              | 1,2 %    |
| цигани           | 3              | 0,9 %    |
| інша             | 4              | 1,2 %    |
| не визначились   | 0              | 0 %      |
| Всього відповіли | 328            |          |

Розподіл населення за віком у 2011 році:
Динаміка населення: